# Chenacidiella purpureiseta
Chenacidiella purpureiseta är en tvåvingeart som först beskrevs av Chen 1948.  Chenacidiella purpureiseta ingår i släktet Chenacidiella och familjen borrflugor. Inga underarter finns listade i Catalogue of Life.